# 토니 애먼티
토니 애먼티(영어: Tony Amonte)로 잘 알려진 앤서니 루이스 애먼티(영어: Anthony Lewis Amonte, 1970년 8월 2일~)는 미국의 아이스하키인으로 현역 시절 라이트윙으로 활동했다. 내셔널 하키 리그(NHL)의 뉴욕 레인저스, 시카고 블랙호크스, 피닉스 카이오티스, 필라델피아 플라이어스, 캘거리 플레임스에서 뛰었으며, 통산 1174경기 출전, 900득점을 기록했다.
국제 대회에서는 미국 국가대표팀 일원으로 활약하여 2002년 동계 올림픽에서 은메달을 획득했으며, 세계 아이스하키 선수권 대회에 2회 참가했다. 또한 1996년 아이스하키 월드컵에서 대표팀의 우승에 기여했다. 
현역 은퇴 이후 세이어 아카데미 남자 아이스하키 팀의 헤드코치로 활동했으며 2023년을 기준으로 플로리다 팬서스의 스카우터로 활동하고 있다. 